# Abbazia di Santa Maria di Càlena
L'abbazia di Santa Maria di Càlena o Kàlena è ubicata a circa 1,5 km dal comune di Peschici ed è stato un luogo di culto sede dell'ordine benedettino dal XI al XV secolo d.C.

## Storia
Lo storico Pietro Giannone asseriva che la fondazione di Càlena risalisse all'anno 872 d.C. e che sia da attribuire al re Ludovico II.
Tuttavia la sua esistenza è certa nell'XI secolo grazie ad un atto di donazione del 1023 del vescovo di Siponto Leone all'abate Roccio: "una ecclesia deserta in loco que vocatur Càlena, cuius vocabulum est Sancta Maria”. Fu abbellita con lo stile del romanico pugliese. Nel 1134 Ruggero II di Sicilia emanò un privilegio con il quale prese sotto la sua protezione l'abbazia di Càlena.
L'abbazia della Santissima Trinità di Monte Sacro, nei pressi di Mattinata, appartenne all'abbazia di Càlena dal 1058 fino al 1198 ed ebbe con essa un secolare contenzioso per ottenere l'autonomia. L'abbazia di Càlena mantenne la sua autorevolezza ed il suo prestigio, rimanendo attiva e fiorente almeno fino all'inizio del 1400 per essere successivamente annessa all'abbazia di Santa Maria a Mare delle Tremiti nel 1445/46.

## Descrizione
Dell'antica struttura, dopo un lungo periodo di abbandono, sono visibili: le mura perimetrali, la fontana, il chiostro e le due chiese situate nella parte meridionale dell'abbazia.
All'interno sono state ritrovate diverse incisioni simboliche tra cui tre raffiguranti la triplice cinta sacra.

## Festività
L'8 settembre si svolge una processione e viene celebrata la festa di Santa Maria di Càlena.